# Grand-Rechain
Grand-Rechain (en wallon Grand Rtchin, en allemand Groß-Richheim) est une section de la commune belge de Herve située en Région wallonne dans la province de Liège.
C'était une commune à part entière avant la fusion des communes de 1977.

## Étymologie
888 Richeim (MGH DArn no. 031)
Partie principale du domaine de Rechain : habitation (germanique *haima) du riche, du puissant (germanique *rikja, néerlandais rijk) ou de Rico, anthroponyme germanique.

## Géographie

### Quelques lieux-dits
Biomont, Stocki, Les Forbots, le Bola, Tribomont (à la jonction de 3 communes : Grand-Rechain, Lambermont et Wegnez), les Snacs

## Évolution démographique
- Sources : INS, Rem. : 1831 jusqu'en 1970 = recensements, 1976 = nombre d'habitants au 31 décembre.

## Histoire
Grand-Rechain est une entité distincte de Petit-Rechain depuis le XIIe siècle.
Grand-Rechain fut le centre d'une seigneurie comprenant également les anciennes communes de Lambermont et de Wegnez. La seigneurie appartenait à la collégiale Saint-Pierre de Liège, dans le ban de Herve du duché de Limbourg.
Commune créée par amputation de Lambermont et Wegnez en 1797, rattachée au département français de l'Ourthe.

### Nom et territoire
L'origine du nom de cette commune liégeoise (arrondissement de Verviers) est incertaine. Rechain, qui s'orthographiait Reicheim en 966 et Richeim en 888, signifierait "ferme riche" ou "ferme de Riko". Selon une autre étymologie, ce nom aurait une provenance germanique : RIKJA- "puissant, riche" + haima- "habitation".
Grand-Rechain a été fusionnée en 1977 avec les anciennes communes de Battice, Bolland, Chaîneux, Charneux, Herve, Julémont et Xhendelesse pour former la nouvelle entité de Herve.

### Seigneurs locaux
Au XIIIe siècle, la seigneurie de Grand-Rechain avec celles de Blehen, Cerexhe-Heuzeux, Corroy-le-Grand, Glons, Hombourg, Flémalle Haute, Jodoigne-Souveraine, Wavreille et Vivegnis faisaient partie du domaine de la collégiale Saint-Pierre à Liège. Les prévôts furent du reste confirmés dans leurs droits seigneuriaux successivement en 1342 - le prévôt fut reconnu propriétaire de Grand-Rechain avec droit de triple justice - en 1417, en 1537 par Charles Quint et en 1588 par Philippe Il.
Malgré ces confirmations, des différends se firent jour ultérieurement à diverses reprises quant à l'exercice des droits et des devoirs dans la seigneurie de Grand-Rechain.
Les prévôts successifs de la collégiale de Saint Pierre sont suffisamment connus. Jean Christian I de Woestenraedt acheta la seigneurie en 1648. L'histoire de Grand-Rechain est étroitement liée à cette famille. Du mariage de Jean Christian I avec Marguerite-Elisabeth de Cloeth de Hennen naquirent neuf enfants, dont Jean Christian Il qui succéda à son père en 1685.
Jean Christian qui releva Grand-Rechain en 1680 était également seigneur de Sclassin, Germelle et Rumelle. En 1695, il épousa Catherine Ermengarde de Wyhe qui lui donna douze enfants. Leur fils aîné, Jean-Christian III, devint seigneur de Grand-Rechain en 1733; son frère Philippe-Joseph-Dieudonné de Woestenraedt lui succéda cinq ans plus tard.
Ce dernier fut élevé à la dignité comtale en 1744. Cinq années plus tard, il épousa en premières noces Marie-Anne-Françoise Eve, comtesse de Souches et du Saint-Empire, dont il eut douze enfants. En 1778, il contracta un second mariage avec Marie-Antoinette-Henriette de Rahier.
Philippe-Joseph de Woestenraedt fut le dernier seigneur de Grand-Rechain sous l'Ancien régime. La famille se serait éteinte dans le courant du XIXe siècle.

### Armes familiales
La famille Woestenraedt, l'une des principales familles de l'ancien pays d'Outre-Meuse, était originaire du pays de Fauquemont.
Au XVe siècle, Jean de Coudhem aurait été marié à Hélène de Woestenraedt. Leur fils Christian fusionna les armes de son père (de gueules à la ramure d'or) et de sa mère (de gueules au cygne d'argent) et prit le nom Woestenraedt.
Par la suite, les seigneurs de Grand-Rechain portèrent donc de gueules au cygne d'argent entre une ramure de cerf d'or.
Philippe-Joseph-Dieudonné somma ces armoiries d'une couronne à cinq fleurons lorsqu'il fut armé comte en 1744. L'écu est supporté par deux griffons d'or, armés et lampasses de gueules.

### Armoiries communales
Le banc scabinal de Grand-Rechain utilisait un sceau dont plusieurs empreintes sont conservées aux Archives du Royaume à Liège. Un sceau de 1733 reproduit un Saint-Pierre à mi-corps tenant une clé de la main droite, avec la légende LA.IUSTICE.DE.GRAND.RECHEN. Un sceau analogue de 1759 figure Saint-Pierre tenant une clé de la main gauche et porte l'inscription LA.REGENCE.DE.GRAND.RECHAIN.
En sa séance du 29 mars 1967, le conseil communal décida de solliciter l'autorisation de faire usage des armoiries de la famille Woestenraedt qui a exercé des droits seigneuriaux à Grand-Rechain depuis le milieu du XVIIe siècle. Comme sceau communal, on proposa le sceau utilisé au XVIIIe siècle : un Saint-Pierre tenant la clé de la main gauche.
Par arrêté royal du 20 septembre 1971 paru au Moniteur belge du 15 février 1972, la commune de Grand-Rechain se vit concéder des armoiries particulières qui se décrivent comme suit : "de gueules à un cygne d'argent entre une ramure de cerf d'or - l'écu surmonté d'une couronne à cinq fleurons séparés l'un de l'autre par une perle haussée et supporté par deux griffons d'or, armés et lampasses de gueules. Le tout posé sur une terrasse de sinople" ainsi qu'un sceau décrit en ces termes : " un Saint-Pierre à mi-corps, nimbé, de face, tenant de la main gauche une clé, le panneton en haut, tourné à l'extérieur".4